# Єфрейт-капрал
Єфрейт-капрал (рос. ефрейт-капрал, нім. Gefreitenkorporal, означає «звільнений капрал») — унтер-офіцерський звання (ранг) в Німецьких державах (XVII- початок XIX сторіччя), та чин у Російській імперії (XVIII- початок XIX сторіччя). Надавався молодим дворянам, які проходили військову службу (навчання) у війську до отримання офіцерського рангу.

## Поширення
У державах Священної Римської імперії звання започатковано австрійським фельдмаршалом Євгенієм Савойським у XVII сторіччі. Також мав назву фрей-капрал (нім. Freikorporal). Був поширений у піхоті (мушкетери, фузілери) та серед драгунів. Аналогом у кавалерії був штандартен-юнкер. У 1806 році у Пруссії єфрейт-капралів було скасовано. Був аналогом звання яке з'явилося у 1918 році фанен-юнкер.
У Російській імперії з'явився у започаткованих, за часи імператриці Анни Іванівни, кірасирських частинах у 1731 році замість підпрапорщика. Пізніше розповсюдився серед інших кавалерійських частин, та піхоти. У 1796 році чин був скасований разом з капральським чином.

## Обов'язкова служба дворян у Московському царстві та Російській імперії
У московській державі після реформ царя Петра Олексійовича служба дворян з 1706 року стала обов'язковою. Дворянські діти які ухилялися від служби («недорослі») не мали прав на батьківську спадщину, дворянські привілеї, та навіть не мали права одружуватися. Також в зв'язку з тим, що у Московщині (а пізніше й у Російській імперії) майже не було військових навчальних закладів, то служба в армії була єдиною можливістю отримати досвід майбутнім офіцерам.
Після реформ імператора Петра III і видання їм Маніфеста про вольності дворянства у 1762 році, обов'язкова 25 річна служба у війську для дворян була скасована.
У XIX сторіччі в Російській імперії з'явилася достатня кількість військових навчальних закладів які мали можливість забезпечити військо вже підготовленим офіцерським составом. Практика служби дворян у війську з низьких чинів остаточно зникла.

## Пізніші аналоги
У Російській армії до 1917 року існували чини юнкерів, у піхоті, штик-юнкерів в артилерії й інженерних військах, естандарт-юнкерів у важкій кавалерії й фанен-юнкерів — у легкій.
В 1880—1903 у Російській імператорській армії випускникам піхотних юнкерських училищ, до присвоєння їм офіцерського чину, надавався чин підпрапорщика.

## Однострій
У Російській армії унтер-офіцери мали галунне шиття на комірі. На обшлагах мали також галунне шиття: єфрейт-капрал 1 ряд шиття, каптернамус-2 ряду а вахмістр -3.

## Єфрейт-капрали Російської імператорської армії
Багато представників дворянства імперії, проходили через військову службу в чині єфрейт-капрала. Серед них були й люди які піднялися в імперській ієрархії до найвищих посад. Також треба зауважити, що представники української старшини після злиття з імперською також були вимушені відправляти своїх дітей до війська.
- Кочубей Аркадій Васильович (1790—1878) — син Василя Васильовича Кочубея. Представник старшинської козацької родини Кочубеїв. З 1794 року (йому було чотири року), його було зачислено до Кінного лейб-гвардійського полку єфрейт-капралом. Орловський губернатор у 1830—1837 роках.
- Потьомкін Григорій Олександрович (1739—1791) — генерал-фельдмаршал, видатний військовий діяч. Фаворит російської імператриці Катерини ІІ. У 1755 році записаний до Московського університету, також до Кінного лейб-гвардійського полку у чині рейтару. У 1757 році отримав чин капрала, а у 1759 єфрейт-капрала.

- Барклай-де-Толлі Михайло Богданович (1761—1818) — російський полководець, учасник російсько-французької війни 1812 року, генерал-фельдмаршал. З 1767 року (йому було шість років), його було зараховано до Новотроїцького кірасирського полку єфрейт-капралом.

## Єфрейт-капрали у літературі
- У романі Валентина Пікуля «Фаворит» Потьомкін під час розмови з майбутньою імператрицею Катериною ІІ (сцена з похованням Єлизавети Петрівни) був саме в чині єфрейт-капрала.